# Heinz Tiessen
Richard Gustav Heinrich Tiessen (ur. 10 kwietnia 1887 w Królewcu, zm. 29 listopada 1971 w Berlinie) – niemiecki kompozytor.

## Życiorys
Początkowo studiował filozofię na Uniwersytecie Berlińskim. Następnie kształcił się w berlińskim Stern’sches Konservatorium u Philippa Rüfera (kompozycja) i Wilhelma Klattego (teoria). Od 1913 do 1918 roku pobierał także prywatnie lekcje dyrygentury u Arno Kleffela. W latach 1911–1917 pisał jako krytyk muzyczny do Allgemeine Musikzeitung. W 1917 roku został asystentem Richarda Straussa w Königlische Oper. Od 1918 do 1921 roku zatrudniony był w Volksbühne na stanowisku kompozytora i dyrygenta. Współtwórca niemieckiej sekcji Międzynarodowego Towarzystwa Muzyki Współczesnej i w latach 1922–1933 jej działacz. Kierował także Jungen Chor. Od 1925 roku był wykładowcą Hochschule für Musik w Berlinie. W okresie III Rzeszy pozostał na stanowisku wykładowcy, jednak nie miał wpływu na rozwój życia muzycznego w Niemczech, a jego twórczość była potępiona przez władze.
W latach 1946–1949 był dyrektorem, a 1949–1955 wykładowcą Städtisches Konservatorium. Od 1955 roku był dyrektorem muzycznym Akademie der Künste w Berlinie Zachodnim. Odznaczony Krzyżem Zasługi I Klasy Orderu Zasługi Republiki Federalnej Niemiec (1953). Laureat nagrody muzycznej miasta Berlina (1957).

## Twórczość
Chociaż nie był tradycjonalistą, nie sięgał po radykalne środki wyrazu muzycznego, a jego utwory utrzymane są w ryzach systemu dur-moll i nie wykraczają poza tradycyjnie pojmowaną tonalność. Tiessen interesował się śpiewem ptaków, co znalazło wyraz w wielu jego kompozycjach. Jego uczniami byli m.in. Eduard Erdmann, Wladimir Vogel i Sergiu Celibidache. Wydał autobiografię Wege eines Komponisten (Berlin 1962).

## Ważniejsze kompozycje
(na podstawie materiałów źródłowych)

### Utwory orkiestrowe
- 2 symfonie (I C-dur, II f-moll „Stirbe und Werde!” 1912)
- poemat symfoniczny Eine Ibenfeier (1909)
- Rondo G-dur (1915, 2. wersja 1924)
- Ein Liebegesang (1917)
- Totentanz-Suite na skrzypce i orkiestrę (1918–1927; 2. wersja pt. Visionen 1954)
- Hamlet-Suite (1922)
- Vorspiel zu einem Revolutionsdrama (1926)
- Ernste Hymne na instrumenty dęte (1941)
- Konzertante Variationen über eine eigene Tanzmelodie na fortepian i orkiestrę (1962)

### Utwory kameralne
- Sonata na skrzypce i fortepian (1906)
- Amsel-Septett na flet, klarnet, róg i kwartet smyczkowy (1915, 2. wersja 1957)
- Kwintet smyczkowy (1920; 2. wersja pt. Music na orkiestrę smyczkową 1922)
- Duo-Sonata na skrzypce i fortepian (1924)
- Kleine Suite na 2 skrzypiec (1938)
- Divertimento na flet, obój, klarnet, róg i fagot (1942–1955)

### Utwory fortepianowe
- 5 Klavierstücke (1909)
- Sonata C-dur (1910)
- Eine Natur-Trilogie (1913)
- 3 Klavierstücke (1915–1923)
- 6 Klavierstücke (1928)
- Kleine Schularbeit (1933)
- 5 Klavierstücke (1945)
- Passacaglia und Fugue na organy (1939)

### Utwory wokalno-instrumentalne
- Ein Frühlings-Mysterium na głosy solowe, chór i orkiestrę, słowa Bruno Schönlank (1927)
- Aufmarsch na głos recytujący, chór i orkiestrę dętą, słowa Max Barthel (1930)
- Die Amsel na sopran i orkiestrę, słowa Max Dauthendey (1967)

### Inne
- balet Salambo (1923)
- muzyka do filmu Ericha Schönfeldera Die 5 Frankfurter (1922)